# قلعه الخوابی
قلعه الخوابی (عربی: قلعة الخوابی) یک روستا و دژ قدیمی در شمال غرب سوریه است که در بخش السودا در شهرستان طرطوس سوریه قرار دارد.
این قلعه در منطقه میانی سوریه در میان رشته‌کوه ساحلی در شمال شرق طرطوس در ۱۲ کیلومتری السودا قرار دارد.
افراد در گذشته از طریق یک پله ساخته شده از سنگ وارد قلعه می‌شدند که این ورودی اصلی دارای سقف چوبی بود. قلعه شامل تأسیسات زیادی بود که بخشی از آن منهدم شده اما بخشی از آن موجود است.
ساکنان محلی در سال ۴۹۰ هجری قلعه را بازسازی و مسجدی ساختند، همچنین آن را به گونه‌ای نوسازی کردند که مانند روستایی در قلعه شد. مردم تا اواخر سده نوزدهم و اوایل سده بیستم در آن سکونت داشتند اما پس از آن به خاطر تنش‌های سیاسی و نظامی اطراف، تخلیه شد.
این دژ مانند سایر قلعه‌های جهان برای اهداف جنگی مورد استفاده قرار گرفت و در اختیار محمد علی بن حامد بود که در سال ۱۰۱۱ میلادی آن را به صلیبی‌ها تسلیم کرد، سپس تابع قلعه الکهف شد که ۱۰ کیلومتر با منطقه الشیخ بدر فاصله دارد.
قلعه شامل دو بخش است بخش سنان راشدالدین که آن را در سال ۱۱۶۰ میلادی بازسازی کرد اما بوهموند دوم از فرمانروایان صلیبی به انتقام قتل پسرش ریموند در کلیسای طرطوس در سال ۱۲۱۳ میلادی آن را به محاصره درآورد که این محاطره توسط الظاهر غازی امیر حلب شکسته شد.
در دوران عباسیان در سال ۱۳۱۰ یک مسجد در آن بنا شد، همچنین چند چاه آب در آن وجود دارد.
بخش دوم در واقع حاره السقی نام داشت که در زمان حاضر چیزی از آن باقی نمانده‌است، یک دیوار صخره‌ای نیز وجود دارد که سه حرف یونانی بر آن حک شده‌است و احتمالاً نماد ایزدبانوی پیروزی است.